# Cohors XXIV Voluntariorum

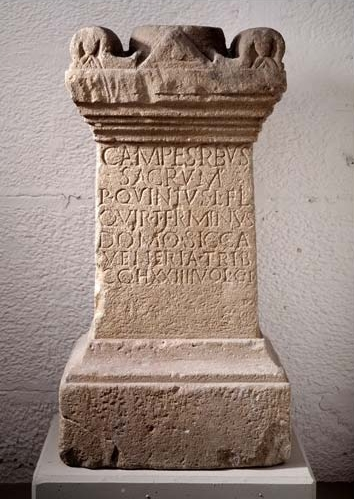
Der Weihaltar des Publius Quintius Terminus

Die Cohors XXIV (oder XXIIII) Voluntariorum [civium Romanorum] [Antoniniana] [Severiana] (deutsch 24. Kohorte der Freiwilligen [der römischen Bürger] [die Antoninianische] [die Severianische]) war eine römische Auxiliareinheit. Sie ist durch Inschriften und Ziegelstempel belegt.

## Namensbestandteile
- Voluntariorum: der Freiwilligen.

- civium Romanorum: der römischen Bürger. Die Soldaten der Kohorte wurden bei Aufstellung der Einheit aus römischen Bürgern rekrutiert. Die Einheit wurde wahrscheinlich unter Augustus zusammen mit weiteren Kohorten ausgehoben; die Aufstellung der Einheiten erfolgte vermutlich während des Pannonischen Aufstands und nach der Niederlage des Varus. Insgesamt wurden möglicherweise bis zu 44 (oder 48) Kohorten aus römischen Bürgern gebildet, von denen aber nur 18 belegt sind.[1]

- Antoniniana: die Antoninianische. Eine Ehrenbezeichnung, die sich auf Elagabal (218–222) bezieht. Der Zusatz kommt in der Inschrift (CIL 13, 6531) vor.

- Severiana: die Severianische. Eine Ehrenbezeichnung, die sich auf Severus Alexander (222–235) bezieht. Der Zusatz kommt in der Inschrift (CIL 13, 6532) vor.

Da es keine Hinweise auf die Namenszusätze milliaria (1000 Mann) und equitata (teilberitten) gibt, ist davon auszugehen, dass es sich um eine Cohors (quingenaria) peditata, eine reine Infanterie-Kohorte, handelt. Die Sollstärke der Einheit lag bei 480 Mann, bestehend aus 6 Centurien mit jeweils 80 Mann.

## Geschichte

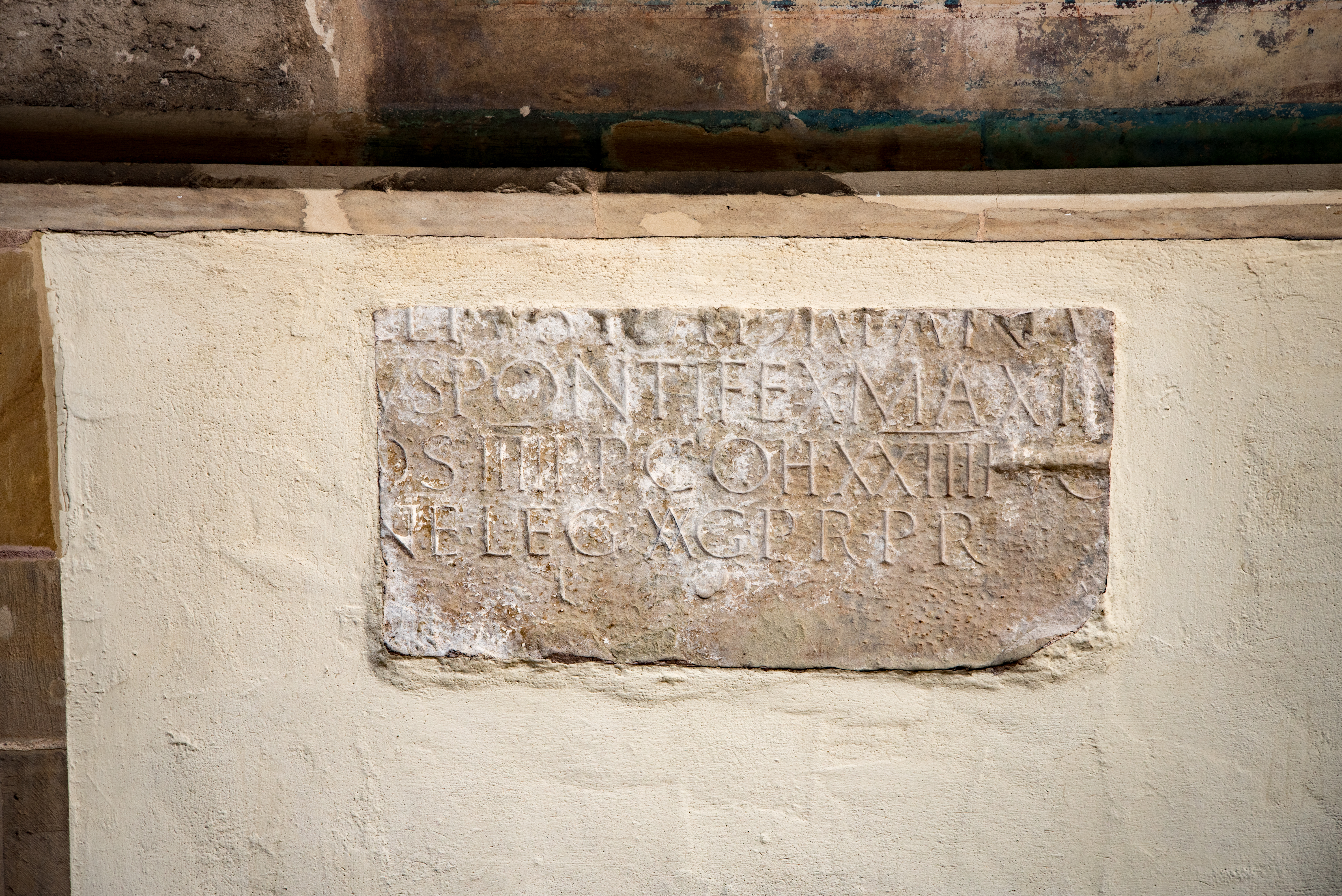
Römische Inschrift an der Alexanderkirche in Marbach am Neckar mit der Erwähnung der Cohors XXIV Voluntariorum

Die Kohorte war im 2. und 3. Jahrhundert n. Chr. in der Provinz Germania superior stationiert. Um 159/161 wurde die Einheit vom Kastell Benningen ins Kastell Murrhardt verlegt. An beiden Plätzen waren der Kohorte vermutlich die Exploratores Boiorum et Tribocorum, eine Abteilung Kundschafter, zugeordnet.
Der letzte Nachweis der Einheit beruht auf der Inschrift (CIL 13, 6532), die auf 222/235 datiert wird.

## Standorte
Standorte der Kohorte in Germania superior waren:
- Kastell Benningen: Die Inschrift (CIL 13, 6449) wurde hier gefunden.
- Kastell Murrhardt: Mehrere Inschriften wurden hier gefunden.

Ziegel mit dem Stempel COH XXIIII wurden an verschiedenen Orten in Germania superior gefunden.

## Angehörige der Kohorte
Folgende Angehörige der Kohorte sind bekannt.

### Kommandeure
| - P(ublius) Quintius Terminus, ein Tribun (CIL 13, 6449). | - Sex(tus) Iulius Florus Victorinus, ein Tribun (CIL 13, 6530) |

### Sonstige
| - []s Lucius, ein Veteran (CIL 13, 11678a) - []us Iucundus, ein Soldat (Nesselhauf 115) - Asson(ius) Iustus, ein Soldat (CIL 13, 6533) | - Florentini(us) Quintianus, ein Veteran und ehemaliger Cornicularius (AE 1971, 278) - L(ucius) Antonius Maternus, ein Centurio (CIL 13, 6346) - M(arcus) Iunius Montanu[s], ein Soldat (AE 1932, 30) |